# Manitowish Waters
Manitowish Waters es un pueblo ubicado en el condado de Vilas en el estado estadounidense de Wisconsin. En el Censo de 2010 tenía una población de 566 habitantes y una densidad poblacional de 6,11 personas por km².

## Geografía
Manitowish Waters se encuentra ubicado en las coordenadas 46°6′44″N 89°52′4″O / 46.11222, -89.86778. Según la Oficina del Censo de los Estados Unidos, Manitowish Waters tiene una superficie total de 92.68 km², de la cual 74.44 km² corresponden a tierra firme y (19.68%) 18.24 km² es agua.

## Demografía
Según el censo de 2010, había 566 personas residiendo en Manitowish Waters. La densidad de población era de 6,11 hab./km². De los 566 habitantes, Manitowish Waters estaba compuesto por el 98.76% blancos, el 0.18% eran afroamericanos, el 0.18% eran amerindios, el 0% eran asiáticos, el 0% eran isleños del Pacífico, el 0.18% eran de otras razas y el 0.71% pertenecían a dos o más razas. Del total de la población el 0.18% eran hispanos o latinos de cualquier raza.